# Pennabilli
Pennabilli ist eine italienische Gemeinde mit 2640 Einwohnern (Stand 31. Dezember 2023) in der Provinz Rimini in der Region Emilia-Romagna. sie liegt etwa 140 Kilometer südöstlich von Bologna und etwa 45 Kilometer südlich von Rimini.

## Geschichte

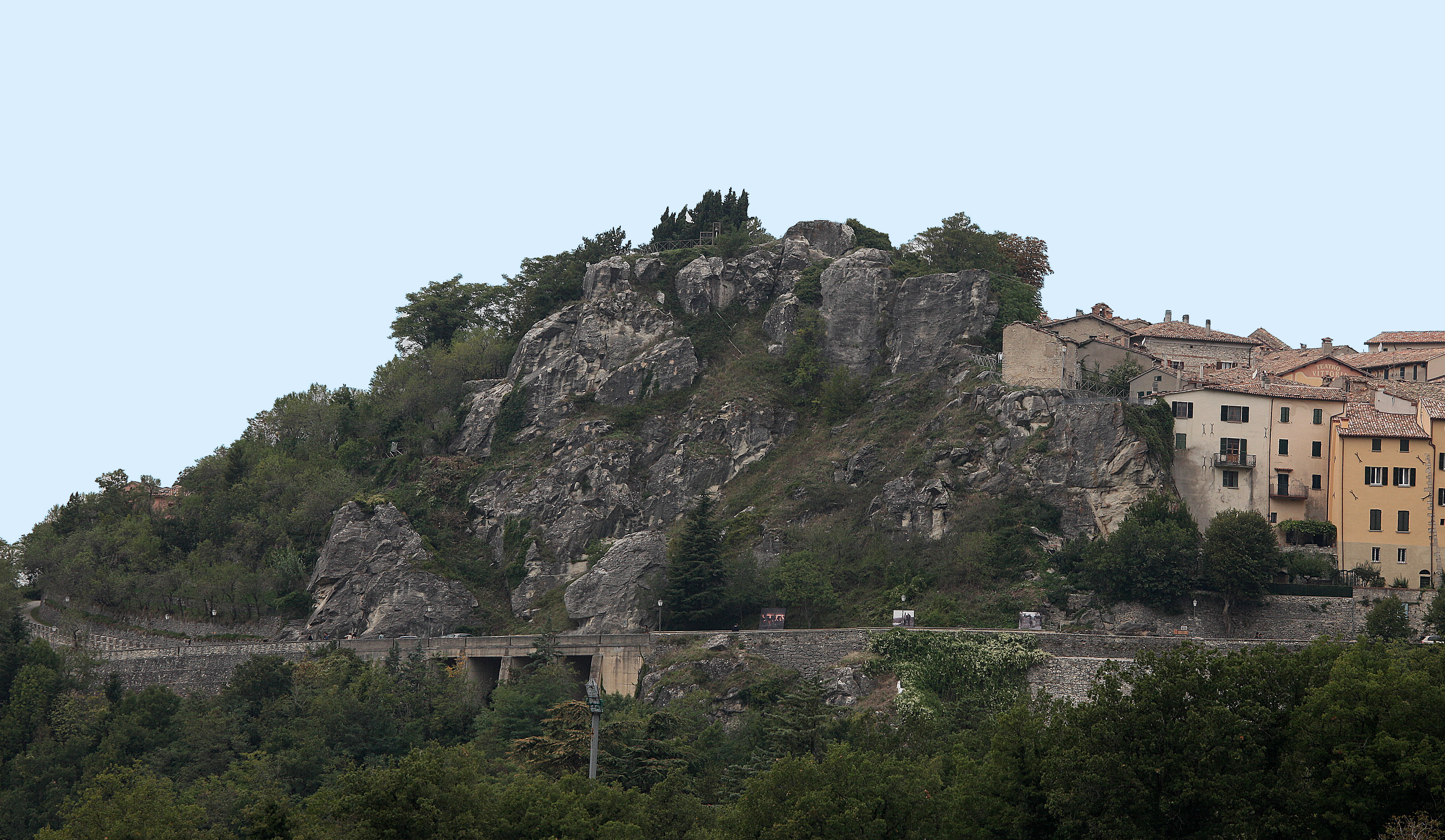
Der Burgfelsen von Pennabilli

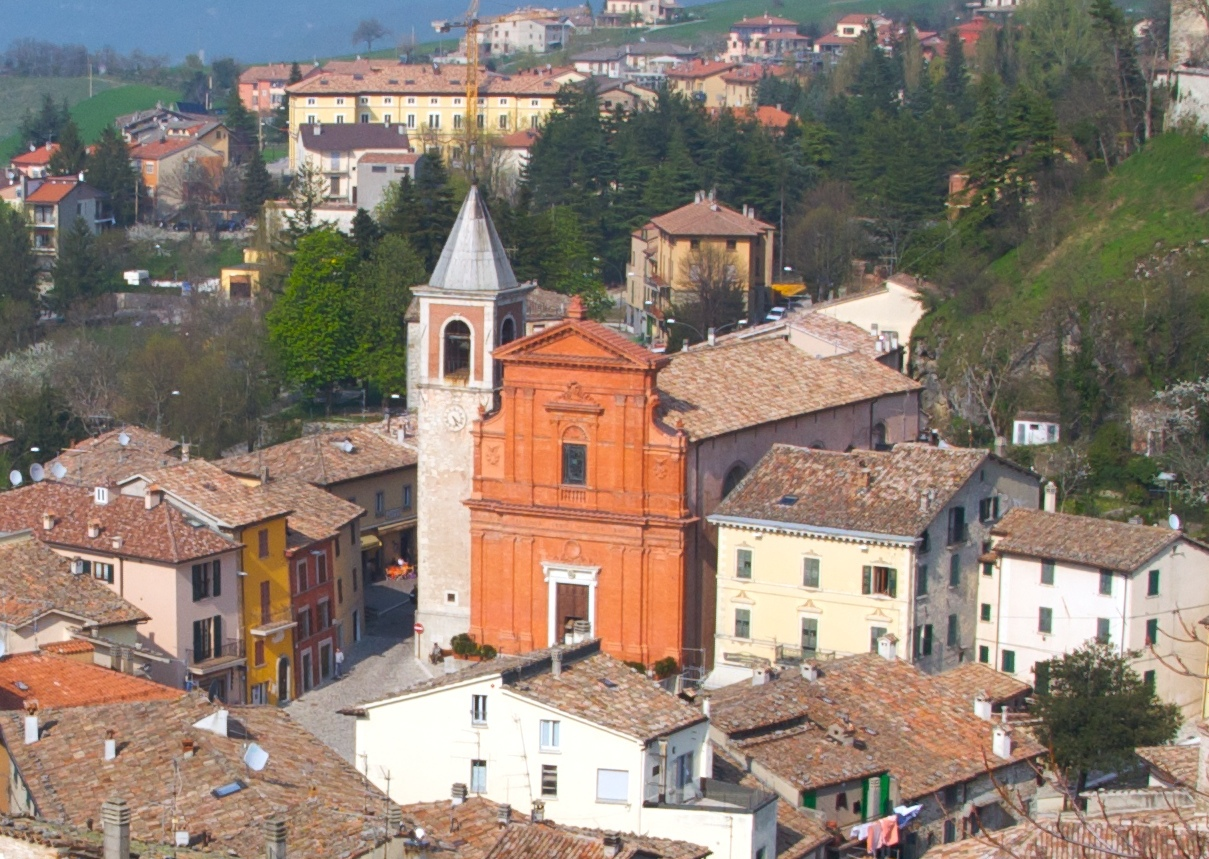
Kathedrale S. Bartolomeo

Die Burg auf dem Felsen von Penna war der Stammsitz der berühmten Familie Malatesta. 
Die Vereinigung der beiden ursprünglichen Orte ‚Penna‘ und ‚Billi‘ wurde 1350 mit dem Friedensstein auf dem Marktplatz besiegelt. ‚Penna‘ kommt vom lateinischen „Pinna“, ‚Billi‘ von „Bilia“ (Erhebung zwischen Bäumen) nach den charakteristischen Gestalten der beiden Hügel. „Billi“ wird aber auch auf den etruskischen Feuergott „Bel“ zurückgeführt, der in einem Vorläufertempel der Kirche San Lorenzo, die dem Feuermärtyrer Laurentius von Rom geweiht ist, verehrt wurde. 1572 wurde Pennabilli Bischofssitz (Bistum San Marino-Montefeltro) und Stadt.
Nach der italienischen Einigung 1860 gehörte Pennabilli bis zum 15. August 2009 zur Provinz Pesaro und Urbino  in der Region Marken. Aufgrund eines Referendums im Dezember 2006 wechselten Pennabilli und sechs andere Gemeinden (Casteldelci, Novafeltria, Maiolo, San Leo, Sant’Agata Feltria und Talamello) zur Provinz Rimini in der Region Emilia-Romagna. Gegen diese territoriale Veränderung klagte die Region Marken vergeblich vor dem Italienischen Verfassungsgericht. Damit wurde der Wechsel endgültig bestätigt.

## Beziehungen zu Tibet

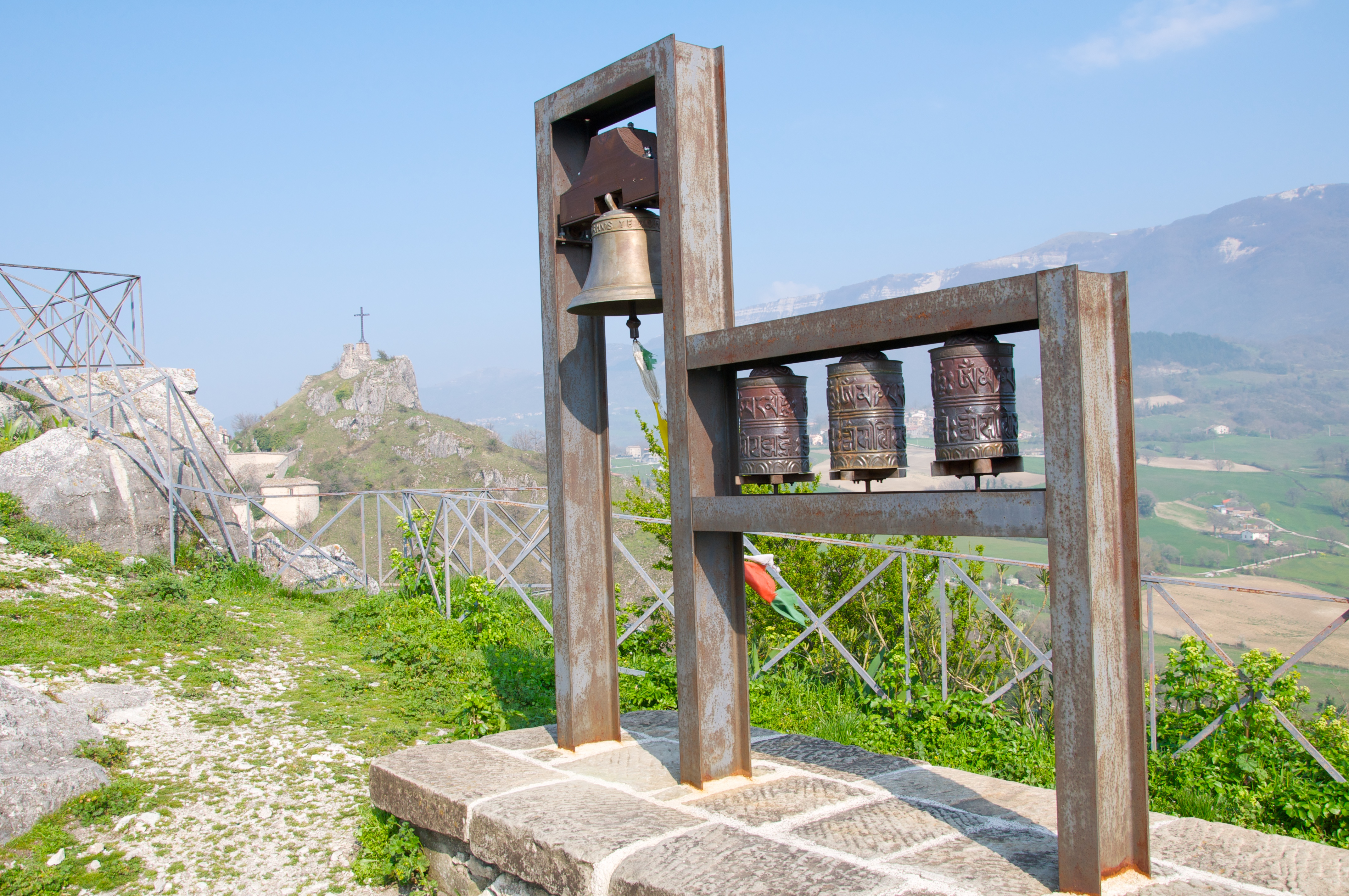
Glocke und tibetanische Gebetsmühlen in Pennabilli

Seit dem 18. Jahrhundert, als Orazio Olivieri eine Missionsstation in Lhasa und die erste Druckerei mit beweglichen Lettern in Tibet gründete sowie das erste italienisch-tibetanische Wörterbuch schrieb, bestehen gute Beziehungen zwischen Pennabilli und Tibet, die 1994 im Besuch des Dalai Lama gipfelten.

## Angrenzende Gemeinden
Die Nachbargemeinden von Pennabilli sind: Badia Tedalda (AR), Carpegna (PU), Casteldelci, Maiolo, Montecopiolo (PU), Novafeltria, Sant’Agata Feltria und Sestino (AR).